# Phantom Power (Rick Wakeman)
Phantom Power è un album di Rick Wakeman del 1990. È la colonna sonora dell'omonimo film del 1925, uscito in Italia col titolo Il fantasma dell'opera.
Fa parte di un'operazione di riedizione di vecchi film del muto, in cui si accoppiava una colonna sonora moderna ad ogni pellicola.

## Tracce
1. The Visit – 3:44
2. Heaven – 4:14
3. The Rat – 3:26
4. The Stiff – 3:22
5. Evil Love – 3:49
6. The Voice of Love – 3:07
7. Heat of the Moment – 3:55
8. Fear of Love – 3:27
9. The Love Trilogy – 5:14
10. The Hangman – 2:48
11. The Sand Dance – 2:49
12. You Can't Buy Me Love – 3:31
13. Phantom Power – 2:48
14. Rock Pursuit – 4:48